# 圭多·桑廷
圭多·桑廷（義大利語：Guido Santin，1911年1月1日—2008年8月1日），意大利男子赛艇运动员。他曾代表意大利参加1936年夏季奥林匹克运动会赛艇比赛，获得男子双人单桨有舵手银牌。